# Polskie okręgi wyborcze
Polskie okręgi wyborcze – jednostki podziału terytorialnego Polski wyznaczone przez Ustawę z dnia 5 stycznia 2011 r. – Kodeks wyborczy (Dz.U. z 2011 r. nr 21, poz. 113 z późn. zm.) w celu przeprowadzenia wyborów powszechnych do ciał przedstawicielskich: Sejmu Rzeczypospolitej Polskiej, Senatu Rzeczypospolitej Polskiej, Parlamentu Europejskiego, rad gmin i powiatów oraz sejmików województw. 
Każdy z okręgów wyborczych posiada określoną liczbę mandatów, mandat oznacza miejsce w organie przedstawicielskim, które może zajmować pojedyncza osoba wchodząca w jej skład. Liczba mandatów okręgów do Sejmu, Senatu i rad samorządowych ustalana jest przed wyborami powszechnymi na podstawie liczby ludności zamieszkującej obszar okręgu. Wybory do Senatu i rad gmin (z wyjątkiem miast na prawach powiatu) są przeprowadzane w okręgach jednomandatowych, zaś do Sejmu, Parlamentu Europejskiego, rad miast na prawach powiatu i powiatów oraz sejmików województw – w okręgach wielomandatowych.
Liczba mandatów przyporządkowanych poszczególnym okręgom w wyborach parlamentarnych i do rad samorządowych nie jest uzależniona od frekwencji wyborczej, zaś w przypadku wyborów do Parlamentu Europejskiego jest stała – dzielona na poszczególne okręgi wyborcze w czasie obliczania wyników wyborów proporcjonalnie do liczby głosów uzyskanych w wyborach przez listy kandydatów.
Instytucje jednoosobowe: Prezydent Rzeczypospolitej Polskiej oraz wójtowie gmin, burmistrzowie i prezydenci miast nie są wybierani w okręgach wyborczych. Można przyjąć zwyczajowo, że okręgiem, w którym dokonuje się wyboru Prezydenta RP, jest obszar całej Rzeczypospolitej Polskiej, zaś w przypadku wójta, burmistrza lub prezydenta miasta jest to gmina lub miasto.

Okręgi wyborcze do Sejmu RP
Okręgi wyborcze do Senatu RP
Okręgi wyborcze do Parlamentu Europejskiego
Okręgi wyborcze do sejmików województw

## Liczba okręgów wyborczych do Sejmu i Senatu RP oraz sejmików w poszczególnych województwach
| Województwo         | Liczba okręgów do Sejmu RP | Liczba okręgów do Senatu RP | Liczba okręgów do sejmików wojewódzkich |
| ------------------- | -------------------------- | --------------------------- | --------------------------------------- |
| dolnośląskie        | 3                          | 8                           | 5                                       |
| kujawsko-pomorskie  | 2                          | 5                           | 6                                       |
| lubelskie           | 2                          | 6                           | 5                                       |
| lubuskie            | 1                          | 3                           | 5                                       |
| łódzkie             | 3                          | 7                           | 5                                       |
| małopolskie         | 4                          | 8                           | 6                                       |
| mazowieckie         | 5                          | 13                          | 7                                       |
| opolskie            | 1                          | 3                           | 5                                       |
| podkarpackie        | 2                          | 5                           | 5                                       |
| podlaskie           | 1                          | 3                           | 4                                       |
| pomorskie           | 2                          | 6                           | 5                                       |
| śląskie             | 6                          | 13                          | 7                                       |
| świętokrzyskie      | 1                          | 3                           | 4                                       |
| warmińsko-mazurskie | 2                          | 4                           | 5                                       |
| wielkopolskie       | 4                          | 8                           | 6                                       |
| zachodniopomorskie  | 2                          | 5                           | 5                                       |